# CD154
CD154 (ang. cluster of differentiation 154, synonimy: CD40L, CD40LG, HIGM1, IGM, IMD3, T-BAM, TNFSF5, TRAP, gp39) – białko występujące przede wszystkim na limfocytach T, należące do nadrodziny TNF. Jego główną funkcją jest wiązanie cząsteczki CD40 na komórkach prezentujących antygen i dostarczenie sygnału kostymulującego, wymaganego do aktywacji limfocytu. CD40 może wiązać również integryny α5β1 oraz αIIbβ3. Białko CD154 jest kodowane przez gen CD40LG znajdujący się na chromosomie X w położeniu Xq26. Mimo że funkcja CD154 jest związana przede wszystkim z limfocytami T, jego występowanie stwierdzono także na innych typach komórek: trombocytach, mastocytach, makrofagach, bazofilach, komórkach NK, limfocytach B oraz komórkach spoza linii komórek hematopoetycznych, np. na komórkach mięśni gładkich, śródbłonka i komórkach nabłonkowych.